# Sandy Duncan (Leichtathlet)
Sandy Duncan (eigentlich Kenneth Sandilands Duncan; * 26. April 1912 in Crawshaw Booth, Lancashire; † 18. Juni 2005 in London) war ein britischer Sprinter, Weitspringer und Sportfunktionär.
Bei den British Empire Games wurde er für England startend 1934 in London Vierter im Weitsprung; 1938 in Sydney wurde er Zehnter im Weitsprung, schied über 100 Yards im Vorlauf aus und gewann mit der englischen 4-mal-110-Yards-Stafette Silber.
Von 1949 bis 1975 war er Generalsekretär der British Olympic Association. 1974 wurde er als OBE ausgezeichnet.

## Persönliche Bestleistungen
- 100 Yards: 9,8 s, 4. Juli 1936, Glasgow
- 100 m: 10,7 s, 1937
- Weitsprung: 7,21 m, 1937